# Sophie Royer
 (avril 2023).
 (décembre 2021).
La mise en forme du texte ne suit pas les recommandations de Wikipédia : il faut le « wikifier ».
Les points d'amélioration suivants sont les cas les plus fréquents :
- Les titres sont pré-formatés par le logiciel. Ils ne sont ni en capitales, ni en gras.
- Le texte ne doit pas être écrit en capitales (les noms de famille non plus), ni en gras, ni en italique, ni en « petit »…
- Le gras n'est utilisé que pour surligner le titre de l'article dans l'introduction, une seule fois.
- L'italique est rarement utilisé : mots en langue étrangère, titres d'œuvres, noms de bateaux, etc.
- Les citations ne sont pas en italique mais en corps de texte normal. Elles sont entourées par des guillemets français : « et ».
- Les listes à puces sont à éviter, des paragraphes rédigés étant largement préférés. Les tableaux sont à réserver à la présentation de données structurées (résultats, etc.).
- Les appels de note de bas de page (petits chiffres en exposant, introduits par l'outil «  Source ») sont à placer entre la fin de phrase et le point final[comme ça].
- Les liens internes (vers d'autres articles de Wikipédia) sont à choisir avec parcimonie. Créez des liens vers des articles approfondissant le sujet. Les termes génériques sans rapport avec le sujet sont à éviter, ainsi que les répétitions de liens vers un même terme.
- Les liens externes sont à placer uniquement dans une section « Liens externes », à la fin de l'article. Ces liens sont à choisir avec parcimonie suivant les règles définies. Si un lien sert de source à l'article, son insertion dans le texte est à faire par les notes de bas de page.
- La présentation des références doit suivre les conventions bibliographiques. Il est recommandé d'utiliser les modèles {{Ouvrage}}, {{Chapitre}}, {{Article}}, {{Lien web}} et/ou {{Bibliographie}}. Le mode d'édition visuel peut mettre en forme automatiquement les références.
- Insérer une infobox (cadre d'informations à droite) n'est pas obligatoire pour parachever la mise en page.

Pour une aide détaillée, merci de consulter Aide:Wikification.
Si vous pensez que ces points ont été résolus, vous pouvez retirer ce bandeau et améliorer la mise en forme d'un autre article.
Pour les articles homonymes, voir Royer.
Sophie Royer est une artiste peintre originaire d'Abitibi-Ouest en Abitibi-Témiscamingue au Québec.

## Biographie
Née à La Sarre en Abitibi-Témiscamingue en 1974, Sophie Royer habite toute sa jeunesse dans le village de La Reine. Elle est issue de parents enseignants, Roger Royer et Clémence Caron, tous deux très impliqués dans leur milieu. C'est en 1991, que Sophie obtient son diplôme d'études secondaires à la Polyvalente la Polyno de La Sarre. Elle étudie par la suite au Cégep de l'Abitibi-Témiscamingue pour explorer différentes avenues professionnelles. Elle tente deux autres programmes d'études avant d'intégrer le programme d'Arts Plastiques (Arts visuels) afin d'y obtenir son diplôme en 1996. À la fin de ses études collégiales, elle va travailler pour l'entreprise familiale, ses parents ayant fait l'acquisition du Bistro-bar La Relève en 1993. Son père décède malheureusement trois ans plus tard (1996). Sophie travaille donc avec sa mère et son frère jusqu'en 2007, année où son frère, Jean-François Royer devient propriétaire des lieux. Pendant cette période, elle devient également maman de deux filles.
C'est en 2007 que Sophie commence réellement sa carrière d'artiste peintre. Elle réintègre également les études en arts cette année-là avec l'Université du Québec en Abitibi-Témiscamingue qui offre le certificat en Arts Plastiques à temps partiel directement au campus de La Sarre. Durant les 3 années de certificat, non seulement elle acquiert une expérience de travail dans son milieu d'intérêt comme animatrice culturelle au Centre d'art Rotary, mais elle développe et peaufine aussi sa démarche artistique avec ses robes rouges qui deviennent vite sa signature. Elle gradue en 2010 et participe dès sa graduation à plusieurs expositions collectives ainsi qu'en solo et gagne plusieurs prix.
En mai 2012, elle débute sa propre petite entreprise de boucles d'oreilles, peintes à la main, en gardant sa démarche artistique au centre de toutes ses réalisations. Le message de la femme qui s'accepte et qui s'aime, véhiculée par la robe rouge, attire la clientèle féminine et l'entreprise prend vite de l'ampleur. Cette année-là, elle est nommée entrepreneure vedette par le Carrefour Jeunesse Emploi d'Abitibi-Ouest et remporte la première place au niveau provincial dans le cadre de la 4e édition du rallye 2012 Entreprends-toi.ca. Cela lui permet de recevoir une bourse mais lui donne aussi une visibilité ce qui l'aide à se propulser,.
Depuis l'âge de 20 ans, Sophie chérissait le rêve d'avoir un petit café et c'est après avoir noté un besoin en Abitibi-Ouest pour ce type d'endroit qu'elle se lance en restauration. Bien connue dans son milieu, elle ouvre le Rouge Café en octobre 2013 où elle expose ses œuvres en permanence ainsi que celles des artistes de la région. Elle passera le flambeau le 1er janvier 2019 à une employée du Rouge Café depuis 2017, Anne-Marie Perreault
Depuis, Sophie Royer a exploré les possibilités de carrière. Elle essaie la suppléance dans les écoles primaires, agente de projet au Carrefour Jeunesse Emploi d'Abitibi-Ouest où elle donnera une série de 10 ateliers sur le dessin portrait, elle s'inscrit également dans le contexte pandémique au cours donné pour devenir préposée au bénéficiaire où elle trouve chaussure à son pied tout en gardant l'art au centre de sa vie. Elle participe notamment à des collectifs dans plusieurs villes de l'Abitibi-Témiscamingue.Elle désire maintenant se consacrer entièrement à sa carrière d'artiste visuelle.

## Œuvres

### Démarche artistique
Depuis ses études universitaires, l'artiste Sophie Royer crée de façon intuitive et spontanée tout en utilisant différents médiums et techniques. Sa démarche artistique comme ligne directrice s'articule autour de la femme, la relation qu'elle a envers son corps et les stéréotypes féminins présent dans la société.
En 2019-2020 l'artiste Sophie Royer s'impose à elle-même le défi de produire une œuvre par jour pendant 100 jours. Ce défi se transformera rapidement en 365 jours de créations au quotidien,.

### Expositions solo
«Expression d'une passion» en 2010 est la première exposition solo de Sophie Royer. Haute en couleur, forme et matière, cette exposition est un recueil de 14 œuvres qui furent exposées dans le hall d'entrée de la Salle du Conseil de La Sarre.

#### Liste des expositions solo
Voici la liste des expositions solo auxquelles Sophie Royer a participé depuis 2010, année de sa graduation au certificat en Arts Plastiques de l'Université du Québec en Abitibi-Témiscamingue.
Marché Bonsecours de Montréal, octobre 2019
Résidence d'artiste pour la ville de La Sarre, avril 2019
Espace artiste, Salon de l'habitation Montréal, Mars 2016
Centre de femme de Villebois, mars 2012
«Expression d'une passion», Maison de la Culture de La Sarre, Hiver 2010-2011

### Expositions collectives
Du 20 juin au 5 septembre 2010, Sophie expose pour la première fois en groupe avec toutes les finissantes du certificat en Arts plastiques de l'UQAT cohorte 2010. Trois années entières de travail qui aboutissent à la salle d'exposition du centre d'Art Rotary de La Sarre.
En 2011 et 2012, Sophie a la chance d'exposer avec deux femmes artistes, elles aussi originaires de La Reine, qui ont gradué avec elle au certificat en Arts Plastiques de l'UQAT, Chantal Godbout et Johanne Perreault. L'exposition portant le nom de «Feminitude» réfère à la femme sous toutes ses facettes. Leurs œuvres se retrouvent en premier lieu au Palais des Arts Harricana d'Amos en 2011, puis à la Fontaine des Arts de Rouyn-Noranda en 2012,,,
Sophie a participé plusieurs fois à l'exposition 100$ le pied carré, soit en 2012, 2013, 2014, 2015 et 2016, dont les bénéfices de vente servent à financer les activités du centre d'artistes l'Écart de Rouyn-Noranda, lieu où l'exposition a lieu à chaque année depuis 2012.
Un autre élément récurrent de sa production est sa participation à l'exposition Haz'Art à la maison de la culture de La Sarre en 2010, 2011, 2013 et 2014. Haz'Art est une exposition pour les artistes d'Abitibi-Ouest souhaitant exposer leur talent au reste de la population, parmi les exposants se trouvent artiste professionnels et de la relève.
En 2013, elle crée avec son amie artiste Cécile Lamarre l'exposition L'Art et les mots dans laquelle ce sont les livres qui inspirent les artistes à créer. Cette exposition est réalisée en marge du Salon du livre de l'Abitibi-Témiscamingue qui se tenait à La Sarre cette année-là. Pour cette exposition est la première hébergée par le Bistro-bar La Relève. Sophie travaille dans une dizaine d'œuvres avec la photographie et les mots en s'inspirant de l'ambiance des livres et de divers écrits,.
En 2015, Sophie accueille pour la première fois dans le Rouge Café d'autres artistes exposants. En effet, depuis l'ouverture de l'établissement en octobre 2013, Sophie expose ses propres tableaux. Elle accueille donc 15 femmes artistes originaires d'Abitibi-Ouest pour exposer ensemble. Les seules contraintes sont le format uniforme pour toutes et de la couleur rouge qui doit être présente dans les œuvres de chacune des exposantes. Le rouge symbolise pour l'artiste Sophie Royer la valorisation de la femme à travers l'âge et les différences.

#### Liste des expositions collectives
Voici la liste des expositions collectives auxquelles Sophie Royer a participé depuis 2010, année de sa graduation au certificat en Arts Plastiques de l'Université du Québec en Abitibi-Témiscamingue.
Trio d’artiste, Fontaine des Arts de Rouyn Noranda, Mai 2020
Collectif d’artistes A-O en peinture, La Sarre, Été 2019
«Las’Art», Exposition extérieure à La Sarre, Été 2019
«Las’Art», Maison de la culture de La Sarre, Été 2018
«Las’Art», Maison de la culture de La Sarre, Été 2017
«100$ le pied carré», L'Écart, lieu d'art actuel, Rouyn-Noranda, décembre 2016
«Couleurs au féminin», Maison de la culture de La Sarre, Été 2016
«100$ le pied carré», L'Écart, lieu d'art actuel, Rouyn-Noranda, décembre 2015
«Haz'Art», Maison de la culture de La Sarre, décembre 2015
«Eh bien dis donc!», Centre d'art Rotary de La Sarre, novembre 2015,,
«Féminin Pluriel», Rouge café de La Sarre, Mars 2015
«Haz'Art», Maison de la culture de La Sarre, décembre 2014
«100$ le pied carré», L'Écart, lieu d'art actuel, Rouyn-Noranda, décembre 2014
«Las’Art», Exposition extérieur à La Sarre, Été 2014
«100$ le pied carré», L'Écart, lieu d'art actuel, Rouyn-Noranda, décembre 2013
«Duo d'artistes : L'Art et les mots», Resto Bar La Relève de La Sarre, Été 2013,
«Haz'Art», Maison de la culture de La Sarre, décembre 2013
«100$ le pied carré», L'Écart, lieu d'art actuel, Rouyn-Noranda, décembre 2012
Collectif d'artistes, Maison d'Art Jeannine Durocher, La Sarre, automne 2012
«Las’Art», Exposition extérieur à La Sarre, Été 2012
Collectif d'artistes, Maison d'Art Jeannine Durocher, La Sarre, été 2012
«Féminitude», trio d'artistes, Fontaine des arts de Rouyn-Noranda, février 2012
«Haz'Art», Maison de la culture de La Sarre, décembre 2011
Collectif d'artistes, Maison d'Art Jeannine Durocher, La Sarre, novembre 2011 à avril 2012
«Féminitude», trio d'artistes, Palais des arts Harricana d'Amos, juin à septembre 2011,,
«Harricana de Bernard Clavel», Palais des arts Harricana d'Amos, juillet à octobre 2011
«Las’Art», Exposition extérieur à La Sarre, Été 2011
«Biennale d'art miniature internationale», Salle augustin Chénier de Ville-Marie, Été 2010
«Concept'Art», Palais des arts Harricana d'Amos, décembre 2010 à février 2011
«Haz'Art», Maison de la culture de La Sarre, décembre 2010
Exposition des finissants au Certificat en Art Plastique, Centre d'art Rotary de La Sarre, Été 2010,

### Commandes spéciales
Sophie Royer a réalisé au cours de sa carrière artistique plusieurs commandes d'œuvres. Notamment une toile remise à M. Bérubé, récipiendaire du trophée Jean Perron soulignant la personnalité de l'année du 26e Gala Excell'Or en 2012.
Sophie Royer a été artiste invitée pour l'été 2017 et a pu réaliser dans son mandat une peinture sur le premier piano public en Abitibi-Ouest.

## Prix, distinctions et bourses
Elle a également participé à une exposition au Palais des Arts d'Harricana sous l'inspiration du roman Harricana de Bernard Clavel. Cette exposition s'avérait être également un concours et un exercice afin de faire les premiers pas vers un projet éventuel qui alliera art et histoire. Sophie Royer a reçu le 2e prix ainsi qu'une bourse de 750$ pour son œuvre intitulée Coureur des bois, Harricana rendant hommage aux coureurs des bois, qui est l'élément déclencheur de la région de l'Abitibi-Témiscamingue.